# 世界ジュニアフィギュアスケート選手権
世界ジュニアフィギュアスケート選手権（せかい - せんしゅけん、World Junior Figure Skating Championships）は、国際スケート連盟が主管轄で行うジュニア世代のフィギュアスケートの大会としては最大の大会である。

## 概要
1975-1976年シーズンの1976年3月に第1回の国際スケート連盟ジュニアフィギュアスケート選手権 (ISU Junior Figure Skating Championships) が行われた。1977-1978年シーズンから世界ジュニアフィギュアスケート選手権 (World Junior Figure Skating Championships) と名称を改めた。
本大会はジュニアクラスの選手権であり出場資格に年齢上限がある。ペアとアイスダンスの男子選手は13歳から21歳まで、その他の選手は13歳から19歳まで出場できる。シニアクラスの世界選手権とオリンピックは15歳以上が年齢条件であり、本大会に参加する選手が同じシーズンの世界選手権やオリンピックに出場することは可能である。なお、もう一つのジュニアクラス主要国際競技会であるISUジュニアグランプリは、ISUグランプリシリーズと掛け持ち出場はできない。
開催時期は、1998-1999年シーズンまでは11月および12月頃に開催されたり、2月から3月頃に開催されたりしてきたが、1999-2000年シーズン以降は毎年3月頃に開催されている。このため大会名に使われる西暦と実際に行なわれた暦上の西暦が一致しない大会が複数存在し、実際は1998年11月にクロアチアのザグレブで開催された1999年世界ジュニアフィギュアスケート選手権 (1999 World Junior Figure Skating Championships) のように、年明けの西暦を付加した大会名を正式名称として統一している。なお、1983年12月に札幌市で開催された1984年世界ジュニアフィギュアスケート選手権 (1984 World Junior Figure Skating Championships) は、1983年NHK杯を兼ねて行われた。

## 各国の大会出場枠について
各国の出場枠は前年の世界ジュニアフィギュアスケート選手権での順位ポイントによって決定され、ポイントは以下のように定められている。
- オリジナルダンスに進出できなかったアイスダンスチームは、20ポイントで計算する。
- フリースケーティングまたはフリーダンスに進出できなかった者は、18ポイントで計算する。
- フリースケーティングまたはフリーダンスに進出し16位以下の順位の者は、16ポイントで計算する。
- フリースケーティングまたはフリーダンスに進出し15位以上の順位の者は、順位がそのままポイントになる。

このポイントを基に、各国のその年の出場枠の数により、以下に示す基準で次の年の出場枠を決定する。なお、出場枠は最大3人（3組）までに限られており、前年の世界ジュニアフィギュアスケート選手権に参加しなかった場合でも各国最低1人（1組）の出場枠は確保されている。
| 出場人数（組） | 3枠になる条件                                       | 2枠になる条件                                       |
| -------------- | --------------------------------------------------- | --------------------------------------------------- |
| 1              | 2ポイント（2位）以下                                | 10ポイント（10位）以下                              |
| 2              | 合計が13ポイント以下                                | 合計が28ポイント以下                                |
| 3              | 成績上位の2人（組）に対して 2枠の時の計算方法を適用 | 成績上位の2人（組）に対して 2枠の時の計算方法を適用 |

### 2025年世界ジュニアフィギュアスケート選手権の出場枠
2024年の結果により2025年に行われる世界ジュニアフィギュアスケート選手権で複数の出場枠が与えられる国は以下の通り。
| 出場枠 | 男子シングル                                                            | 女子シングル                                                               | ペア                                      | アイスダンス                    |
| ------ | ----------------------------------------------------------------------- | -------------------------------------------------------------------------- | ----------------------------------------- | ------------------------------- |
| 3      | 日本 韓国                                                               | 日本                                                                       | カナダ ジョージア アメリカ合衆国          | イスラエル アメリカ合衆国       |
| 2      | カナダ · エストニア · フランス · イギリス · スロバキア · アメリカ合衆国 | カナダ · エストニア · フランス · イタリア · 韓国 · スイス · アメリカ合衆国 | チェコ · フランス · イタリア · ウクライナ | カナダ フランス ドイツ イタリア |

## 歴代メダリスト

### 男子シングル
| 年   | 開催地               | 金                               | 銀                               | 銅                               |
| ---- | -------------------- | -------------------------------- | -------------------------------- | -------------------------------- |
| 1976 | ムジェーヴ           | マーク・カックレル               | 無良隆志                         | ブライアン・ポッカー             |
| 1977 | ムジェーヴ           | ダニエル・ベランド               | マーク・ペッパーデー             | リヒャルト・フラー               |
| 1978 | ムジェーヴ           | デニス・コイ                     | ウラジミール・コーチン           | ブライアン・ボイタノ             |
| 1979 | アウクスブルク       | ヴィタリー・エゴロフ             | ボビー・ビーチャム               | アレクサンドル・ファデーエフ     |
| 1980 | ムジェーヴ           | アレクサンドル・ファデーエフ     | ヴィタリー・エゴロフ             | ファルコ・キルシュテン           |
| 1981 | ロンドン             | ポール・ワイリー                 | ユーリ・ブレイコ                 | スコット・ウィリアムズ           |
| 1982 | オーベルストドルフ   | スコット・ウィリアムズ           | Paul Guerrero                    | アレクサンダー・ケーニッヒ       |
| 1983 | サラエヴォ           | クリストファー・ボウマン         | フィリップ・ロンコーリ           | ニルス・コップ                   |
| 1984 | 札幌                 | ヴィクトール・ペトレンコ         | マーク・フェルランド             | トム・シェルニアク               |
| 1985 | コロラドスプリングス | エリック・ラーソン               | ウラジミール・ペトレンコ         | ルディ・ガリンド                 |
| 1986 | サラエヴォ           | ウラジミール・ペトレンコ         | ルディ・ガリンド                 | ユーリー・ティムバルク           |
| 1987 | キッチナー           | ルディ・ガリンド                 | トッド・エルドリッジ             | ユーリー・ティムバルク           |
| 1988 | ブリスベン           | トッド・エルドリッジ             | ヴィアチェスラフ・ザゴロドニュク | ユーリー・ティムバルク           |
| 1989 | サラエヴォ           | ヴィアチェスラフ・ザゴロドニュク | シェパード・クラーク             | 鍵山正和                         |
| 1990 | コロラドスプリングス | イゴール・パシケビッチ           | アレクセイ・ウルマノフ           | ジョン・ボルドウィン             |
| 1991 | ブダペスト           | ヴァシリー・エレメンコ           | アレクサンドル・アブト           | ニコラス・ペトラン               |
| 1992 | ハル                 | ドミトリー・ドミトレンコ         | コンスタンティン・コスティン     | デイモン・アレン                 |
| 1993 | ソウル               | エフゲニー・プリウタ             | マイケル・ワイス                 | イリヤ・クーリック               |
| 1994 | コロラドスプリングス | マイケル・ワイス                 | 重松直樹                         | ジェレ・マイケル                 |
| 1995 | ブダペスト           | イリヤ・クーリック               | ティエリー・セレス               | 鈴木誠一                         |
| 1996 | ブリスベン           | アレクセイ・ヤグディン           | 本田武史                         | 郭政新                           |
| 1997 | ソウル               | エフゲニー・プルシェンコ         | ティモシー・ゲーブル             | 郭政新                           |
| 1998 | セントジョン         | デリック・デルモア               | セルゲイ・ダヴィドフ             | 李運飛                           |
| 1999 | ザグレブ             | イリヤ・クリムキン               | ヴァンサン・レステンクール       | 竹内洋輔                         |
| 2000 | オーベルストドルフ   | シュテファン・リンデマン         | ヴァンサン・レステンクール       | マシュー・サボイ                 |
| 2001 | ソフィア             | ジョニー・ウィアー               | エヴァン・ライサチェク           | ヴァンサン・レステンクール       |
| 2002 | ハーマル             | 髙橋大輔                         | ケビン・ヴァン・デル・ペレン     | スタニスラフ・ティムチェンコ     |
| 2003 | オストラヴァ         | アレクサンドル・シュービン       | エヴァン・ライサチェク           | アルバン・プレオベール           |
| 2004 | ハーグ               | アンドレイ・グリアゼフ           | エヴァン・ライサチェク           | ジョーダン・ブラウニンガー       |
| 2005 | キッチナー           | 織田信成                         | ヤニック・ポンセロ               | セルゲイ・ドブリン               |
| 2006 | リュブリャナ         | 小塚崇彦                         | セルゲイ・ボロノフ               | ヤニック・ポンセロ               |
| 2007 | オーベルストドルフ   | スティーブン・キャリエール       | パトリック・チャン               | セルゲイ・ボロノフ               |
| 2008 | ソフィア             | アダム・リッポン                 | アルチョム・ボロドゥリン         | 関金林                           |
| 2009 | ソフィア             | アダム・リッポン                 | ミハル・ブジェジナ               | アルチョム・グリゴリエフ         |
| 2010 | ハーグ               | 羽生結弦                         | 宋楠                             | アルトゥール・ガチンスキー       |
| 2011 | 江陵                 | アンドレイ・ロゴジン             | 田中刑事                         | アレクサンデル・マヨロフ         |
| 2012 | ミンスク             | 閻涵                             | ジョシュア・ファリス             | ジェイソン・ブラウン             |
| 2013 | ミラノ               | ジョシュア・ファリス             | ジェイソン・ブラウン             | 大森勝太朗                       |
| 2014 | ソフィア             | ナム・グエン                     | アディアン・ピトキーエフ         | ネイサン・チェン                 |
| 2015 | タリン               | 宇野昌磨                         | 金博洋                           | 山本草太                         |
| 2016 | デブレツェン         | ダニエル・サモーヒン             | ニコラ・ナドー                   | 樋渡知樹                         |
| 2017 | 台北                 | ヴィンセント・ジョウ             | ドミトリー・アリエフ             | アレクサンドル・サマリン         |
| 2018 | ソフィア             | アレクセイ・エロホフ             | アルトゥール・ダニエリアン       | マッテオ・リッツォ               |
| 2019 | ザグレブ             | 樋渡知樹                         | ロマン・サヴォシン               | ダニエル・グラスル               |
| 2020 | タリン               | アンドレイ・モザリョフ           | 鍵山優真                         | ピョートル・グメンニク           |
| 2021 | ハルビン             | COVID-19の世界的大流行により中止 | COVID-19の世界的大流行により中止 | COVID-19の世界的大流行により中止 |
| 2022 | タリン               | イリア・マリニン                 | ミハイル・シャイドロフ           | 壷井達也                         |
| 2023 | カルガリー           | 三浦佳生                         | ロッシ直樹                       | 吉岡希                           |
| 2024 | 台北                 | ソ・ミンギュ                     | 中田璃士                         | アダム・ハガラ                   |
| 2025 | デブレツェン         | 中田璃士                         | ソ・ミンギュ                     | アダム・ハガラ                   |
| 2026 | タリン               |                                  |                                  |                                  |
| 2027 | ソフィア             |                                  |                                  |                                  |

### 女子シングル
| 年   | 開催地               | 金                               | 銀                               | 銅                               |
| ---- | -------------------- | -------------------------------- | -------------------------------- | -------------------------------- |
| 1976 | ムジェーヴ           | スージー・ブラッシャー           | ガルネット・オスターマイヤー     | トレイシー・ソロモンズ           |
| 1977 | ムジェーヴ           | キャロリン・スコッチェン         | Christa Jorda                    | コリーヌ・ウィルシュ             |
| 1978 | ムジェーヴ           | ジル・ソーヤー                   | キラ・イワノワ                   | ペトラ・アーネート               |
| 1979 | アウクスブルク       | エレイン・ザヤック               | マヌエラ・ルーベン               | ジャッキー・ファレル             |
| 1980 | ムジェーヴ           | ロザリン・サムナーズ             | ケイ・トムソン                   | カローラ・パウル                 |
| 1981 | ロンドン             | ティファニー・チン               | マリナ・セロワ                   | アンナ・アントノワ               |
| 1982 | オーベルストドルフ   | ヤニナ・ヴィルト                 | コルネリア・テシュ               | エリザベス・マンリー             |
| 1983 | サラエヴォ           | シモーネ・コッホ                 | カーリン・ヘンチュケ             | パルテナ・サラフィディス         |
| 1984 | 札幌                 | カーリン・ヘンチュケ             | シモーネ・コッホ                 | 伊藤みどり                       |
| 1985 | コロラドスプリングス | タチアナ・アンドレーワ           | ズザンネ・ベッヒャー             | ナタリア・ゴルベンコ             |
| 1986 | サラエヴォ           | ナタリア・ゴルベンコ             | ズザンネ・ベッヒャー             | リンダ・フロカヴィッチ           |
| 1987 | キッチナー           | シンディ・ボーツ                 | ズザンネ・ベッヒャー             | シャノン・アリソン               |
| 1988 | ブリスベン           | クリスティー・ヤマグチ           | 八木沼純子                       | 柏原由起子                       |
| 1989 | サラエヴォ           | ジェシカ・ミルズ                 | 八木沼純子                       | スルヤ・ボナリー                 |
| 1990 | コロラドスプリングス | 佐藤有香                         | スルヤ・ボナリー                 | タニヤ・クリエンケ               |
| 1991 | ブダペスト           | スルヤ・ボナリー                 | リサ・アーバイン                 | 陳露                             |
| 1992 | ハル                 | レティシア・ユベール             | リサ・アーバイン                 | 陳露                             |
| 1993 | ソウル               | 小岩井久美子                     | リサ・アーバイン                 | タニヤ・シェフチェンコ           |
| 1994 | コロラドスプリングス | ミシェル・クワン                 | クリスティーナ・チャコ           | イリーナ・スルツカヤ             |
| 1995 | ブダペスト           | イリーナ・スルツカヤ             | エレーナ・イワノワ               | クリスティーナ・チャコ           |
| 1996 | ブリスベン           | エレーナ・イワノワ               | エレーナ・ピンガチェワ           | ナディア・カナエワ               |
| 1997 | ソウル               | シドニー・ボーゲル               | エレーナ・ソコロワ               | エレーナ・イワノワ               |
| 1998 | セントジョン         | ユリア・ソルダトワ               | エレーナ・イワノワ               | ビクトリア・ボルチコワ           |
| 1999 | ザグレブ             | ダリア・ティモシェンコ           | サラ・ヒューズ                   | ビクトリア・ボルチコワ           |
| 2000 | オーベルストドルフ   | ジェニファー・カーク             | ディアナ・ステラート             | サラ・マイアー                   |
| 2001 | ソフィア             | クリスチーナ・オブラソワ         | アン・パトリス・マクドノー       | スザンナ・ポイキオ               |
| 2002 | ハーマル             | アン・パトリス・マクドノー       | 中野友加里                       | 安藤美姫                         |
| 2003 | オストラヴァ         | 太田由希奈                       | 安藤美姫                         | カロリーナ・コストナー           |
| 2004 | ハーグ               | 安藤美姫                         | キミー・マイズナー               | ケイティ・テイラー               |
| 2005 | キッチナー           | 浅田真央                         | 金妍兒                           | エミリー・ヒューズ               |
| 2006 | リュブリャナ         | 金妍兒                           | 浅田真央                         | クリスティン・ズコウスキー       |
| 2007 | オーベルストドルフ   | キャロライン・ジャン             | 長洲未来                         | アシュリー・ワグナー             |
| 2008 | ソフィア             | レイチェル・フラット             | キャロライン・ジャン             | 長洲未来                         |
| 2009 | ソフィア             | アリョーナ・レオノワ             | キャロライン・ジャン             | アシュリー・ワグナー             |
| 2010 | ハーグ               | 村上佳菜子                       | アグネス・ザワツキー             | ポリーナ・アガフォノワ           |
| 2011 | 江陵                 | アデリナ・ソトニコワ             | エリザベータ・トゥクタミシェワ   | アグネス・ザワツキー             |
| 2012 | ミンスク             | ユリア・リプニツカヤ             | グレイシー・ゴールド             | アデリナ・ソトニコワ             |
| 2013 | ミラノ               | エレーナ・ラジオノワ             | ユリア・リプニツカヤ             | アンナ・ポゴリラヤ               |
| 2014 | ソフィア             | エレーナ・ラジオノワ             | セラフィマ・サハノヴィッチ       | エフゲニア・メドベージェワ       |
| 2015 | タリン               | エフゲニア・メドベージェワ       | セラフィマ・サハノヴィッチ       | 樋口新葉                         |
| 2016 | デブレツェン         | 本田真凜                         | マリア・ソツコワ                 | 樋口新葉                         |
| 2017 | 台北                 | アリーナ・ザギトワ               | 本田真凜                         | 坂本花織                         |
| 2018 | ソフィア             | アレクサンドラ・トゥルソワ       | アリョーナ・コストルナヤ         | 山下真瑚                         |
| 2019 | ザグレブ             | アレクサンドラ・トゥルソワ       | アンナ・シェルバコワ             | ティン・シュイ                   |
| 2020 | タリン               | カミラ・ワリエワ                 | ダリア・ウサチョワ               | アリサ・リウ                     |
| 2021 | ハルビン             | COVID-19の世界的大流行により中止 | COVID-19の世界的大流行により中止 | COVID-19の世界的大流行により中止 |
| 2022 | タリン               | イザボー・レヴィト               | シン・ジア                       | リンジー・ソーングレン           |
| 2023 | カルガリー           | 島田麻央                         | シン・ジア                       | 中井亜美                         |
| 2024 | 台北                 | 島田麻央                         | シン・ジア                       | 上薗恋奈                         |
| 2025 | デブレツェン         | 島田麻央                         | シン・ジア                       | エリス・リン＝グレイシー         |
| 2026 | タリン               |                                  |                                  |                                  |
| 2027 | ソフィア             |                                  |                                  |                                  |

### ペア
| 年   | 開催地               | 金                                                            | 銀                                                            | 銅                                                          |
| ---- | -------------------- | ------------------------------------------------------------- | ------------------------------------------------------------- | ----------------------------------------------------------- |
| 1976 | ムジェーヴ           | シェリー・バイアー and ロビン・コーワン                       | Lorene Mitchell and Donald Michell                            | エリザベス・ケイン and ペーター・ケイン                     |
| 1977 | ムジェーヴ           | ジョゼ・フランス and ポール・ミルズ                           | Elga Balk and Gavin MacPherson                                | -                                                           |
| 1978 | ムジェーヴ           | バーバラ・アンダーヒル and ポール・マルティーニ               | Jana Blahova and Ludek Feno                                   | Beth Flora and Ken Flora                                    |
| 1979 | アウクスブルク       | ヴェロニカ・ペルシナ and マラート・アクバロフ                 | ラリサ・セレズネワ and オレグ・マカロフ                       | Lori Baier and ロイド・アイスラー                           |
| 1980 | ムジェーヴ           | ラリサ・セレズネワ and オレグ・マカロフ                       | Marina Nikitiuk and ラシード・カディルカエフ                  | Kathia Dubec and Xavier Douillard                           |
| 1981 | オンタリオ           | ラリサ・セレズネワ and オレグ・マカロフ                       | Lori Baier and ロイド・アイスラー                             | Marina Nikitiuk and ラシード・カディルカエフ                |
| 1982 | オーベルストドルフ   | マリナ・アフストリスカヤ and ユーリ・クワシニン               | Inna Bekker and Sergei Likhanski                              | Babette Preussler and Torsten Ohlow                         |
| 1983 | サラエヴォ           | マリナ・アフストリスカヤ and ユーリ・クワシニン               | Peggy Seidel and Ralf Seifert                                 | Inna Bekker and Sergei Likhanski                            |
| 1984 | 札幌                 | マニュエラ・ラントグラフ and インゴ・シュトイアー             | スーザン・ダンジェン and ジェイソン・ダンジェン               | オルガ・ネイズベストナイア and セルゲイ・フディアコフ       |
| 1985 | コロラドスプリングス | エカテリーナ・ゴルデーワ and セルゲイ・グリンコフ             | Irina Mironenko and Dmitri Shkidchenko                        | Elena Gud and Evgeni Koltun                                 |
| 1986 | サラエヴォ           | エレーナ・レオノワ and ゲンナジー・クラスニツキー             | Irina Mironenko and Dmitri Shkidchenko                        | Ekaterina Murugova and Artem Torgashev                      |
| 1987 | キッチナー           | エレーナ・レオノワ and ゲンナジー・クラスニツキー             | Ekaterina Muruguva and Artem Torgashev                        | クリスティー・ヤマグチ and ルディ・ガリンド                 |
| 1988 | ブリスベン           | クリスティー・ヤマグチ and ルディ・ガリンド                   | エフゲーニヤ・チェルニシェワ and ドミトリー・スハノフ         | ユリア・リアシェンコ and アンドレイ・ブシュコフ             |
| 1989 | サラエヴォ           | エフゲーニヤ・チェルニシェワ and ドミトリー・スハノフ         | Angela Caspari and Marno Kreft                                | Irina Saifutdinova and アレクセイ・ティホノフ               |
| 1990 | コロラドスプリングス | ナタリア・クレスティアニノワ and アレクセイ・トルチンスキー   | スヴェトラーナ・プリスタフ and ウラディスラフ・トカチェンコ   | Jennifer Heurlin and John Frederiksen                       |
| 1991 | ブダペスト           | ナタリア・クレスティアニノワ and アレクセイ・トルチンスキー   | スヴェトラーナ・プリスタフ and ウラディスラフ・トカチェンコ   | Jennifer Heurlin and John Frederiksen                       |
| 1992 | ホール               | ナタリア・クレスティアニノワ and アレクセイ・トルチンスキー   | キャロライン・ハッダード and ジャン＝セバスチャン・フェクトー | スヴェトラーナ・プリスタフ and ウラディスラフ・トカチェンコ |
| 1993 | ソウル               | インガ・コルシュノワ and ドミトリー・サベリエフ               | マリア・ペトロワ and アントン・シハルリドゼ                   | Isabelle Coulombe and ブルーノ・マルコット                  |
| 1994 | コロラドスプリングス | マリア・ペトロワ and アントン・シハルリドゼ                   | キャロライン・ハッダード and ジャン＝セバスチャン・フェクトー | ガリーナ・マニアチェンコ and エフゲニー・ギグルスキー       |
| 1995 | ブダペスト           | マリア・ペトロワ and アントン・シハルリドゼ                   | ダニエル・ハートセル and スティーブ・ハートセル               | エフゲーニヤ・フィロネンコ and イゴール・マルチェンコ       |
| 1996 | ブリスベン           | ヴィクトリア・マキシウタ and ウラジスラフ・ゾフニルスキー     | エフゲーニヤ・フィロネンコ and イゴール・マルチェンコ         | ダニエル・ハートセル and スティーブ・ハートセル             |
| 1997 | ソウル               | ダニエル・ハートセル and スティーブ・ハートセル               | マリア・ペトロワ and テイムラズ・プーリン                     | ヴィクトリア・マキシウタ and ウラジスラフ・ゾフニルスキー   |
| 1998 | セントジョン         | ユリア・オベルタス and ドミトリー・パラマルチュク             | スヴェトラーナ・ニコラエワ and アレクセイ・ソコロフ           | ヴィクトリア・マキシウタ and ウラジスラフ・ゾフニルスキー   |
| 1999 | ザグレブ             | ユリア・オベルタス and ドミトリー・パラマルチュク             | ローラ・ハンディー and ポール・ビネボーズ                     | ヴィクトリア・マキシウタ and ウラジスラフ・ゾフニルスキー   |
| 2000 | オーベルストドルフ   | アリオナ・サフチェンコ and スタニスラフ・モロゾフ             | ユリア・オベルタス and ドミトリー・パラマルチュク             | ユリア・シャピロ and アレクセイ・ソコロフ                   |
| 2001 | ソフィア             | 張丹 and 張昊                                                 | 川口悠子 and アレクサンドル・マルクンツォフ                   | クリステン・ロス and マイケル・マクファーソン               |
| 2002 | ハーマル             | エレーナ・リアブチュク and スタニスラフ・ザハロフ             | ユリア・カルボフスカヤ and セルゲイ・スラフノフ               | 丁楊 and 任重非                                             |
| 2003 | オストラヴァ         | 張丹 and 張昊                                                 | 丁楊 and 任重非                                               | ジェニファー・ドン and ジョナソン・ハント                   |
| 2004 | ハーグ               | ナタリア・シェスタコワ and パーヴェル・レベデフ               | ジェシカ・デュベ and ブライス・デイヴィソン                   | マリア・ムホルトワ and マキシム・トランコフ                 |
| 2005 | キッチナー           | マリア・ムホルトワ and マキシム・トランコフ                   | ジェシカ・デュベ and ブライス・デイヴィソン                   | タチアナ・ココレワ and エゴール・ゴロフキン                 |
| 2006 | リュブリャナ         | ジュリア・ウラソフ and ドリュー・ミーキンス                   | ケンドラ・モイル and アンディー・サイツ                       | クセニア・クラシルニコワ and コンスタンチン・ベズマテルニフ |
| 2007 | オーベルストドルフ   | キオーナ・マクラフリン and ロックニ・ブルーベイカー           | ベラ・バザロワ and ユーリ・ラリオノフ                         | クセニア・クラシルニコワ and コンスタンチン・ベズマテルニフ |
| 2008 | ソフィア             | クセニア・クラシルニコワ and コンスタンチン・ベズマテルニフ   | リュボーフィ・イリュシェチキナ and ノダリー・マイスラーゼ     | 董慧博 and 仵一鳴                                           |
| 2009 | ソフィア             | リュボーフィ・イリュシェチキナ and ノダリー・マイスラーゼ     | アナスタシヤ・マルチュシェワ and アレクセイ・ロゴノフ         | マリッサ・キャステリ and サイモン・シュナピア               |
| 2010 | ハーグ               | 隋文静 and 韓聰                                               | 高橋成美 and マーヴィン・トラン                               | クセニヤ・ストルボワ and ヒョードル・クリモフ               |
| 2011 | 江陵                 | 隋文静 and 韓聰                                               | クセニヤ・ストルボワ and ヒョードル・クリモフ                 | 高橋成美 and マーヴィン・トラン                             |
| 2012 | ミンスク             | 隋文静 and 韓聰                                               | 于小雨 and 金揚                                               | ワシリーサ・ダワンコワ and アンドレイ・デプタト             |
| 2013 | ミラノ               | ヘイヴン・デニー and ブランドン・フレイジャー                 | マーガレット・パーディ and マイケル・マリナロ                 | リーナ・フェードロワ and マキシム・ミロシキン               |
| 2014 | ソフィア             | 于小雨 and 金揚                                               | エフゲーニヤ・タラソワ and ウラジミール・モロゾフ             | マリア・ヴィガロワ and エゴール・ザクロエフ                 |
| 2015 | タリン               | 于小雨 and 金揚                                               | ジュリアン・セガン and シャルリ・ビロドー                     | リーナ・フェードロワ and マキシム・ミロシキン               |
| 2016 | デブレツェン         | アナ・ドゥシュコヴァー and マルティン・ビダジュ               | アナスタシヤ・ミーシナ and ウラジスラフ・ミルゾエフ           | エカテリーナ・ボリソワ and ドミトリー・ソポト               |
| 2017 | 台北                 | エカテリーナ・アレクサンドロフスカヤ and ハーレー・ウィンザー | アレクサンドラ・ボイコワ and ドミトリー・コズロフスキー       | 高誉萌 and 解衆                                             |
| 2018 | ソフィア             | ダリア・パブリュチェンコ and デニス・コダイシン               | ポリーナ・コスティコビッチ and ドミトリー・イアリン           | アナスタシヤ・ミーシナ and アレクサンドル・ガリャモフ       |
| 2019 | ザグレブ             | アナスタシヤ・ミーシナ and アレクサンドル・ガリャモフ         | アポリナリア・パンフィロワ and ドミトリー・リロフ             | ポリーナ・コスティコビッチ and ドミトリー・イアリン         |
| 2020 | タリン               | アポリナリア・パンフィロワ and ドミトリー・リロフ             | クセニア・アハンテワ and ワレリー・コレソフ                   | イリーナ・アルテミワ and ミハイル・ナザリチェフ             |
| 2021 | ハルビン             | COVID-19の世界的大流行により中止                              | COVID-19の世界的大流行により中止                              | COVID-19の世界的大流行により中止                            |
| 2022 | タリン               | カリナ・サフィナ and ルカ・ベルラヴァ                         | アナスタシア・ゴルベバ and ヘクター・ジョトポロス・ムーア     | ブルック・マッキントッシュ and ベンジャミン・ミマール       |
| 2023 | カルガリー           | ソフィア・バラム and ダニエル・ティウメンセフ                 | アナスタシア・ゴルベワ and ヘクター・ジオトプロス・ムーア     | ヴィオレッタ・シエロヴァ and イヴァン・ホブタ               |
| 2024 | 台北                 | アナスタシア・メテルキナ / Luka Berulava                      | Olivia Flores / Luke Wang                                     | Naomi Williams / Lachlan Lewer                              |
| 2025 | デブレツェン         | アナスタシア・メテルキナ / Luka Berulava                      | Sofiia Holichenko / Artem Darenskyi                           | Martina Ariano Kent / Charly Laliberte Laurent              |
| 2026 | タリン               |                                                               |                                                               |                                                             |
| 2027 | ソフィア             |                                                               |                                                               |                                                             |

### アイスダンス
| 年   | 開催地               | 金                                                        | 銀                                                          | 銅                                                      |
| ---- | -------------------- | --------------------------------------------------------- | ----------------------------------------------------------- | ------------------------------------------------------- |
| 1976 | ムジェーヴ           | キャスリン・ウィンター and ニコラス・スレイター           | Denise Best and David Dagnell                               | Martine Olivier and Yves Tarayre                        |
| 1977 | ムジェーヴ           | ウェンディ・セッションズ and マーク・リード               | カレン・バーバー and Kim Spreyer                            | マリー・マクニール and ロバート・マッコール             |
| 1978 | ムジェーヴ           | タチアナ・デュラソワ and セルゲイ・ポノマレンコ           | ケリー・ジョンソン and クリス・バーバー                     | Nathalie Herve and Pierre Husarek                       |
| 1979 | アウクスブルク       | タチアナ・デュラソワ and セルゲイ・ポノマレンコ           | エレーナ・バタノワ and アンドレイ・アントノフ               | ケリー・ジョンソン and クリス・バーバー                 |
| 1980 | ムジェーヴ           | エレーナ・バタノワ and アレクセイ・ソロビエフ             | Judit Péterfy and Csaba Balint                              | レネー・ロカ and アンドリュー・ウェレット               |
| 1981 | オンタリオ           | エレーナ・バタノワ and アレクセイ・ソロビエフ             | ナタリア・アンネンコ and ヴァディム・カルカチェフ           | カリン・ガロシーノ and ロドニー・ガロシーノ             |
| 1982 | オーベルストドルフ   | ナタリア・アンネンコ and ヴァディム・カルカチェフ         | タチアナ・グラドコワ and イゴール・シュピルバンド           | Lynda Malek and Alexander Miller                        |
| 1983 | サラエヴォ           | タチアナ・グラドコワ and イゴール・シュピルバンド         | Elena Novikova and Oleg Bliakhman                           | クリスティーナ・ヤツハシ and キース・ヤツハシ           |
| 1984 | 札幌                 | エレーナ・クリカノワ and エフゲニー・プラトフ             | クリスティーナ・ヤツハシ and キース・ヤツハシ               | スヴェトラーナ・リアピナ and ゴーシャ・サー             |
| 1985 | コロラドスプリングス | エレーナ・クリカノワ and エフゲニー・プラトフ             | スヴェトラーナ・リアピナ and ゴーシャ・サー                 | Doriane Bontemps and Charles Paliard                    |
| 1986 | サラエヴォ           | エレーナ・クリカノワ and エフゲニー・プラトフ             | Svetlana Serkeli and Andrei Zharkov                         | Corinne Paliard and Didier Courtois                     |
| 1987 | キッチナー           | イローナ・メルニチェンコ and ゲンナジー・カスコフ         | パーシャ・グリシュク and アレクサンドル・チチコフ           | Catherine Pal and Donald Godfrey                        |
| 1988 | ブリスベン           | パーシャ・グリシュク and アレクサンドル・チチコフ         | Irina Antsiferova and Maxim Sevastianov                     | マリア・オルロワ and オレグ・オフシアンニコフ           |
| 1989 | サラエヴォ           | アンジェリカ・キルフマイエル and ドミトリー・ラグチン     | リュドミラ・ベレゾワ and ウラジミール・フェドロフ           | Marina Morel and グウェンダル・ペーゼラ                 |
| 1990 | コロラドスプリングス | マリナ・アニシナ and イリヤ・アベルブフ                   | エレーナ・クスタロワ and Sergei Romashkin                   | マリーフランス・デュブレイユ and Bruno Yvars            |
| 1991 | ブダペスト           | アリキ・ステルギアドゥ and ユーリス・ラザグリアエフ       | Marina Morel and グウェンダル・ペーゼラ                     | エレーナ・クスタロワ and Sergei Romashkin               |
| 1992 | ホール               | マリナ・アニシナ and イリヤ・アベルブフ                   | Yaroslava Nechaeva and Yuri Chesnichenko                    | Amelie Dion and Alexandre Alain                         |
| 1993 | ソウル               | エカテリーナ・スヴィリナ and セルゲイ・サフノフスキー     | シルヴィア・ノヴァク and セバスチアン・コラシンスキー       | Beranger Nau and Luc Moneger                            |
| 1994 | コロラドスプリングス | シルヴィア・ノヴァク and セバスチアン・コラシンスキー     | エカテリーナ・スヴィリナ and セルゲイ・サフノフスキー       | Agnes Jacquemard and Alexis Gayet                       |
| 1995 | ブダペスト           | オルガ・シャルテンコ and ドミトリー・ナウムキン           | Stephanie Guardia and Franck Laporte                        | Iwona Filipowicz and Michal Szumski                     |
| 1996 | ブリスベン           | エカテリーナ・ダビドワ and ロマン・コストマロフ           | イザベル・ドロベル and オリヴィエ・シェーンフェルダー       | ナタリア・グディナ and ヴィタリー・クルクディム         |
| 1997 | ソウル               | ニーナ・ウラノワ and ミハイル・スチフーニン               | オクサナ・ポトディコワ and デニス・ペチュホフ               | Oxsana Blazowska and Marcin Kozubek                     |
| 1998 | セントジョン         | ジェシカ・ジョセフ and チャールズ・バトラー               | フェデリカ・ファイエラ and ルチアーノ・ミーロ               | オクサナ・ポトディコワ and デニス・ペチュホフ           |
| 1999 | ザグレブ             | ジェイミー・シルバースタイン and ジャスティン・ペカレック | フェデリカ・ファイエラ and ルチアーノ・ミーロ               | ナタリア・ロマニウタ and ダニイル・バランツェフ         |
| 2000 | オーベルストドルフ   | ナタリア・ロマニウタ and ダニイル・バランツェフ           | エミリー・ヌッシーア and ブランドン・フォーサイス           | タニス・ベルビン and ベンジャミン・アゴスト             |
| 2001 | ソフィア             | ナタリア・ロマニウタ and ダニイル・バランツェフ           | タニス・ベルビン and ベンジャミン・アゴスト                 | エレーナ・ハリアヴィナ and マキシム・シャバリン         |
| 2002 | ハーマル             | タニス・ベルビン and ベンジャミン・アゴスト               | エレーナ・ハリアヴィナ and マキシム・シャバリン             | エレーナ・ロマノフスカヤ and アレクサンドル・グラチェフ |
| 2003 | オストラヴァ         | オクサナ・ドムニナ and マキシム・シャバリン               | ホフマン・ノーラ and エレク・アティッラ                     | エレーナ・ロマノフスカヤ and アレクサンドル・グラチェフ |
| 2004 | ハーグ               | エレーナ・ロマノフスカヤ and アレクサンドル・グラチェフ   | ホフマン・ノーラ and エレク・アティッラ                     | モーガン・マシューズ and マキシム・ザボジン             |
| 2005 | キッチナー           | モーガン・マシューズ and マキシム・ザボジン               | テッサ・ヴァーチュ and スコット・モイア                     | アナスタシア・ゴルシュコワ and イリヤ・トカチェンコ     |
| 2006 | リュブリャナ         | テッサ・バーチュ and スコット・モイア                     | ナタリア・ミハイロワ and アルカジー・セルゲーエフ           | メリル・デイヴィス and チャーリー・ホワイト             |
| 2007 | オーベルストドルフ   | エカテリーナ・ボブロワ and ドミトリー・ソロビエフ         | グレテ・グリュンベルク and クリスティアン・ランド           | ケイトリン・ウィーバー and アンドリュー・ポジェ         |
| 2008 | ソフィア             | エミリー・サミュエルソン and エヴァン・ベイツ             | ヴァネッサ・クローン and ポール・ポワリエ                   | クリスチーナ・ゴルシュコワ and ヴィタリー・ブチコフ     |
| 2009 | ソフィア             | マディソン・チョック and グレッグ・ズーライン             | マイア・シブタニ and アレックス・シブタニ                   | エカテリーナ・リャザーノワ and ジョナサン・ゲレイロ     |
| 2010 | ハーグ               | エレーナ・イリニフ and ニキータ・カツァラポフ             | アレクサンドラ・ポール and ミッチェル・イスラム             | クセニヤ・モンコ and キリル・ハリャヴィン               |
| 2011 | 江陵                 | クセニヤ・モンコ and キリル・ハリャヴィン                 | エカテリーナ・プシュカシュ and ジョナサン・ゲレイロ         | シャーロット・リヒトマン and ディーン・コペリー         |
| 2012 | ミンスク             | ヴィクトリヤ・シニツィナ and ルスラン・ジガンシン         | アレクサンドラ・ステパノワ and イワン・ブキン               | アレクサンドラ・アルドリッジ and ダニエル・イートン     |
| 2013 | ミラノ               | アレクサンドラ・ステパノワ and イワン・ブキン             | ガブリエラ・パパダキス and ギヨーム・シゼロン               | アレクサンドラ・アルドリッジ and ダニエル・イートン     |
| 2014 | ソフィア             | ケイトリン・ホワイエク and ジャン＝リュック・ベイカー     | アンナ・ヤノフスカヤ and セルゲイ・モズゴフ                 | マデリーン・エドワーズ and ジャオ・カイ・パン           |
| 2015 | タリン               | アンナ・ヤノフスカヤ and セルゲイ・モズゴフ               | ロレイン・マクナマラ and クイン・カーペンター               | アレクサンドラ・ナザロワ and マキシム・ニキーチン       |
| 2016 | デブレツェン         | ロレイン・マクナマラ and クイン・カーペンター             | レイチェル・パーソンズ and マイケル・パーソンズ             | アッラ・ロボダ and パヴェル・ドロースト                 |
| 2017 | 台北                 | レイチェル・パーソンズ and マイケル・パーソンズ           | アッラ・ロボダ and パヴェル・ドロースト                     | クリスティーナ・カレイラ and アンソニー・ポノマレンコ   |
| 2018 | ソフィア             | アナスタシヤ・スコプツォワ and キリル・アリョーシン       | クリスティーナ・カレイラ and アンソニー・ポノマレンコ       | アリーナ・ウシャコワ and マキシム・ネクラソフ           |
| 2019 | ザグレブ             | マージョリー・ラジョイー and ザガリー・ラガ               | エリザヴェータ・クダイヴェルディエワ and ニキータ・ナザロフ | ソフィヤ・シェフチェンコ and イーゴリ・エレメンコ       |
| 2020 | タリン               | アヴォンリー・ニューエン and ワジム・コレスニク           | マリア・カザコワ and ゲオルギー・レビヤ                     | エリザベータ・シャナエワ and デビッド・ナリズニー       |
| 2021 | ハルビン             | COVID-19の世界的大流行により中止                          | COVID-19の世界的大流行により中止                            | COVID-19の世界的大流行により中止                        |
| 2022 | タリン               | ウーナ・ブラウン and ゲージ・ブラウン                     | ナタリー・ダレッサンドロ and ブルース・ワーデル             | ナディア・バシンスカ and ピーター・ビューモント         |
| 2023 | カルガリー           | カテリーナ・ムラスコバ and ダニエル・ムラゼク             | リム・ハンナ and Ye QUAN                                    | ナディア・バシンスカ and ピーター・ボーモント           |
| 2024 | 台北                 | Leah Neset / Artem Markelov                               | Elizabeth Tkachenko / Alexei Kiliakov                       | Darya Grimm / Michail Savitskiy                         |
| 2025 | デブレツェン         | Noemi Maria TALI / Noah LAFORNARA                         | Katarina WOLFKOSTIN / Dimitry TSAREVSKI                     | Darya GRIMM / Michail SAVITSKIY                         |
| 2026 | タリン               |                                                           |                                                             |                                                         |
| 2027 | ソフィア             |                                                           |                                                             |                                                         |

## 各国メダル数
- ドイツは西ドイツ時代を含む。

### 男子シングル
| 順 | 国・地域       | 金 | 銀 | 銅 | 計 |
| -- | -------------- | -- | -- | -- | -- |
| 1  | アメリカ合衆国 | 17 | 12 | 13 | 42 |
| 2  | ロシア         | 8  | 7  | 8  | 23 |
| 3  | ソビエト連邦   | 8  | 8  | 4  | 20 |
| 4  | 日本           | 7  | 6  | 6  | 19 |
| 5  | カナダ         | 4  | 3  | 1  | 8  |
| 6  | 中国           | 1  | 2  | 4  | 7  |
| 7  | 韓国           | 1  | 1  | 0  | 2  |
| 8  | イスラエル     | 1  | 0  | 0  | 1  |
| 8  | ウクライナ     | 1  | 0  | 0  | 1  |
| 8  | ドイツ         | 1  | 0  | 0  | 1  |
| 11 | フランス       | 0  | 5  | 4  | 9  |
| 12 | スイス         | 0  | 1  | 1  | 2  |
| 13 | イギリス       | 0  | 1  | 0  | 1  |
| 13 | カザフスタン   | 0  | 1  | 0  | 1  |
| 13 | チェコ         | 0  | 1  | 0  | 1  |
| 13 | ベルギー       | 0  | 1  | 0  | 1  |
| 17 | 東ドイツ       | 0  | 0  | 3  | 3  |
| 18 | イタリア       | 0  | 0  | 2  | 2  |
| 18 | スロバキア     | 0  | 0  | 2  | 2  |
| 20 | スウェーデン   | 0  | 0  | 1  | 1  |

### 女子シングル
| 順 | 国・地域       | 金 | 銀 | 銅 | 計 |
| -- | -------------- | -- | -- | -- | -- |
| 1  | アメリカ合衆国 | 15 | 12 | 12 | 39 |
| 2  | ロシア         | 15 | 12 | 9  | 36 |
| 3  | 日本           | 10 | 6  | 9  | 26 |
| 4  | 東ドイツ       | 2  | 2  | 2  | 6  |
| 5  | ソビエト連邦   | 2  | 1  | 2  | 5  |
| 6  | フランス       | 2  | 1  | 1  | 4  |
| 7  | 韓国           | 1  | 5  | 0  | 6  |
| 8  | カナダ         | 1  | 1  | 3  | 5  |
| 9  | ドイツ         | 0  | 6  | 2  | 8  |
| 10 | オーストリア   | 0  | 1  | 1  | 2  |
| 10 | ハンガリー     | 0  | 1  | 1  | 2  |
| 12 | スイス         | 0  | 0  | 2  | 2  |
| 12 | 中国           | 0  | 0  | 2  | 2  |
| 14 | イギリス       | 0  | 0  | 1  | 1  |
| 14 | イタリア       | 0  | 0  | 1  | 1  |
| 14 | フィンランド   | 0  | 0  | 1  | 1  |

### ペア
| 順 | 国・地域         | 金 | 銀 | 銅 | 計 |
| -- | ---------------- | -- | -- | -- | -- |
| 1  | ロシア           | 12 | 14 | 17 | 43 |
| 2  | ソビエト連邦     | 12 | 9  | 8  | 29 |
| 3  | 中国             | 7  | 2  | 3  | 12 |
| 4  | アメリカ合衆国   | 6  | 6  | 9  | 21 |
| 5  | カナダ           | 3  | 7  | 4  | 14 |
| 6  | ウクライナ       | 3  | 3  | 3  | 9  |
| 7  | ジョージア       | 3  | 0  | 0  | 3  |
| 8  | 東ドイツ         | 1  | 2  | 1  | 4  |
| 8  | オーストラリア   | 1  | 2  | 1  | 4  |
| 10 | チェコ           | 1  | 0  | 0  | 1  |
| 11 | 日本             | 0  | 2  | 1  | 3  |
| 12 | チェコスロバキア | 0  | 1  | 0  | 1  |
| 12 | 南アフリカ共和国 | 0  | 1  | 0  | 1  |
| 14 | フランス         | 0  | 0  | 1  | 1  |

### アイスダンス
| 順 | 国・地域       | 金 | 銀 | 銅 | 計 |
| -- | -------------- | -- | -- | -- | -- |
| 1  | ソビエト連邦   | 15 | 11 | 3  | 29 |
| 2  | ロシア         | 15 | 9  | 13 | 37 |
| 3  | アメリカ合衆国 | 12 | 8  | 10 | 30 |
| 4  | カナダ         | 2  | 5  | 10 | 17 |
| 5  | イギリス       | 2  | 2  | 0  | 4  |
| 6  | イタリア       | 1  | 2  | 0  | 3  |
| 7  | ポーランド     | 1  | 1  | 2  | 4  |
| 8  | チェコ         | 1  | 0  | 0  | 1  |
| 9  | フランス       | 0  | 4  | 7  | 11 |
| 10 | ハンガリー     | 0  | 3  | 0  | 3  |
| 11 | エストニア     | 0  | 1  | 0  | 1  |
| 11 | ジョージア     | 0  | 1  | 0  | 1  |
| 11 | 韓国           | 0  | 1  | 0  | 1  |
| 11 | イスラエル     | 0  | 1  | 0  | 1  |
| 15 | ウクライナ     | 0  | 0  | 2  | 2  |
| 15 | ドイツ         | 0  | 0  | 2  | 2  |